# Ranch Iverson
Le ranch Iverson est un ranch américain célèbre pour avoir servi de décor à de nombreux films comme ranch de cinéma. Il était situé à Chatsworth, à une trentaine de kilomètres au nord-ouest d'Hollywood.

## Histoire
Augusta Wagman, une immigrante suédoise, arriva vers 1880 dans la région de Los Angeles. Elle s'installa sur un terrain rocailleux d'environ 60 hectares. Quelques années plus tard, elle épousa un Norvégien nommé Karl Iverson. Celui-ci donna son nom à la famille qu'ils fondèrent, composée de cinq enfants : Joe, Sena, Isaac, Anna et Aaron. Au début, l'emplacement était relativement sec et peu fertile, mais la situation s'améliora en 1913 avec la construction de l'aqueduc de Los Angeles, qui revalorisa la région. Le ranch Iverson atteindra jusqu'à 200 hectares de superficie.
Vraisemblablement, la famille accepta de louer son domaine à Hollywood pour la première fois en 1912. Les archives étant détruites, on ne sait pas avec certitude quel y fut le premier film tourné, mais celui communément admis est Le Mari de l'Indienne (The Squaw Man, 1914). S'ensuivit une longue collaboration avec l'industrie du cinéma. En 1962, le ranch fut divisé entre deux des enfants : Joe et Aaron. Joe et sa femme Eva eurent la partie nommée Lower Iverson Ranch tandis que Aaron et Bessie prirent le Upper Iverson Ranch. En 1966, l'État construisit l'autoroute de la Simi Valley, séparant les deux parties, ce qui entrava fortement la production cinématographique, notamment par la pollution sonore.
Aujourd'hui, le ranch est divisé en trois parties majeures :
- Upper Iverson est devenu Indian Springs et Indian Falls. Il s'agit d'un complexe de grosses habitations isolé par une barrière.
- Lower Iverson est devenu California West, un lotissement privé.
- Une autre partie, Middle Iverson, accueille des appartements de location de luxe, formant Summerset Village.

## Filmographie

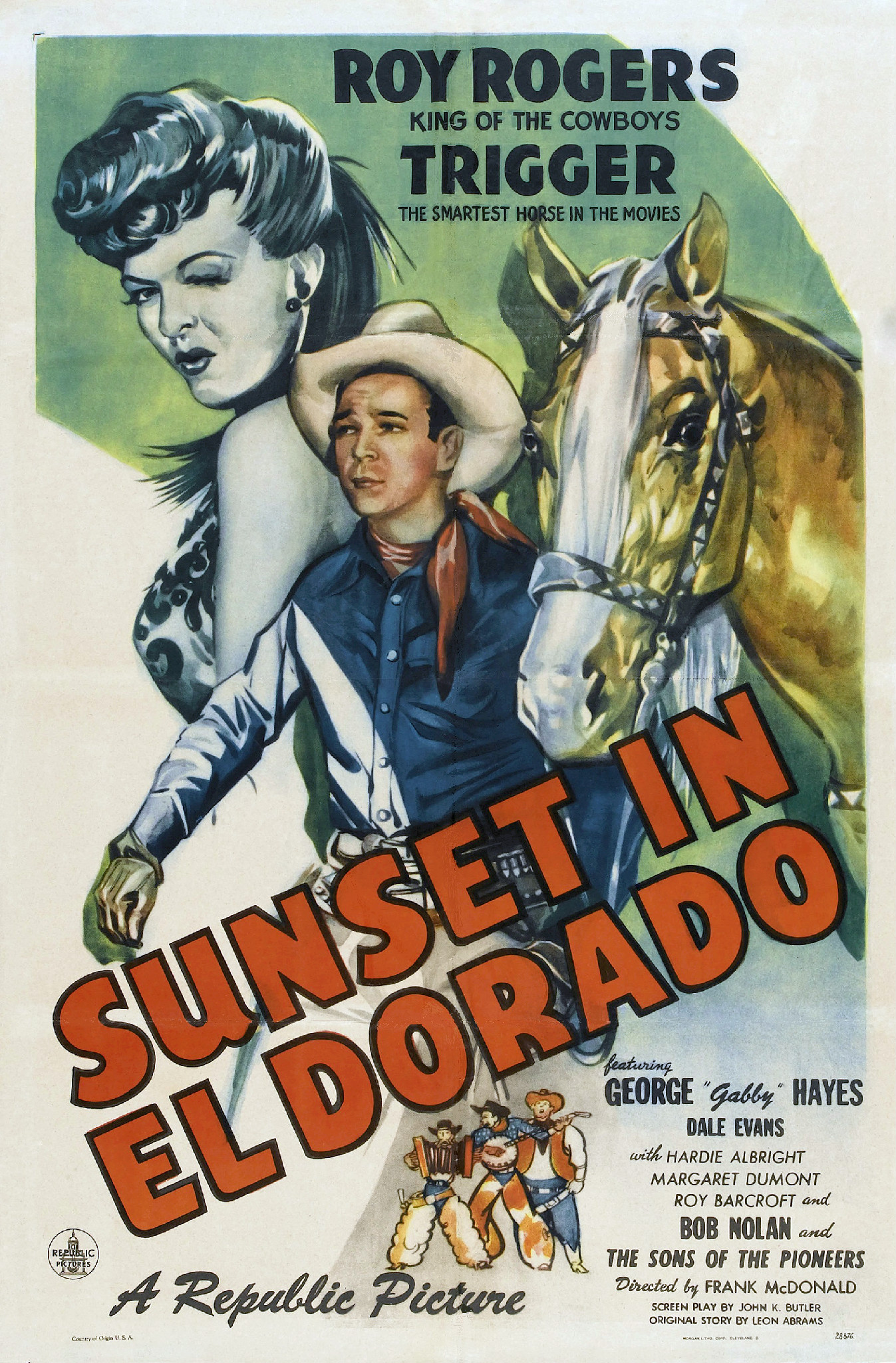
Le western Sunset in El Dorado, sorti en 1945, a été tourné au Ranch Inverson.

Plusieurs centaines de films furent tournés au Ranch Iverson. Des scènes importantes de l'histoire du cinéma s'y déroulèrent, comme celle qui révéla John Wayne dans La Chevauchée fantastique (1939), lors de laquelle il monte dans la diligence. Certains films de Tarzan y furent aussi tournés de 1932 à 1958. La série The Lone Ranger (1949-1957) est très représentative du lieu puisque la scène d'introduction commune aux épisodes montre un rocher de Lower Iverson, depuis nommé le Lone Ranger Rock,.